# ファミリービーチバレー
『ファミリービーチバレー』（Family Beach Volley）は、ナムコ（後のバンダイナムコエンターテインメント）が2004年5月17日より日本で配信された携帯アプリ用ビーチバレーゲーム。S!アプリのみ配信、2011年6月30日に配信終了。

## 概要
ナムコの『ファミリー』を冠するスポーツゲームの1作で、携帯アプリのオリジナルタイトル。2002年に発売された『クロノアビーチバレー 最強チーム決定戦!』のような3D視点ではなく、サイドビュー視点となっている。
ゲームモードは8チーム参加の大会で優勝を目指すトーナメント・対戦相手を自由に選べる1試合完結のエキシビジョン・失点をせずにどれだけ連続得点を重ねられるかを競うサドンデスの3種類。

## 参加国
以下の8カ国代表チームが選択可能。ゲーム開始時点では日本しか選べないが、トーナメントモードで優勝すると他の国も選択可能になる。
- 日本
- イタリア
- スイス
- ドイツ

- オランダ
- オーストラリア
- アメリカ合衆国
- ブラジル